# Saugos

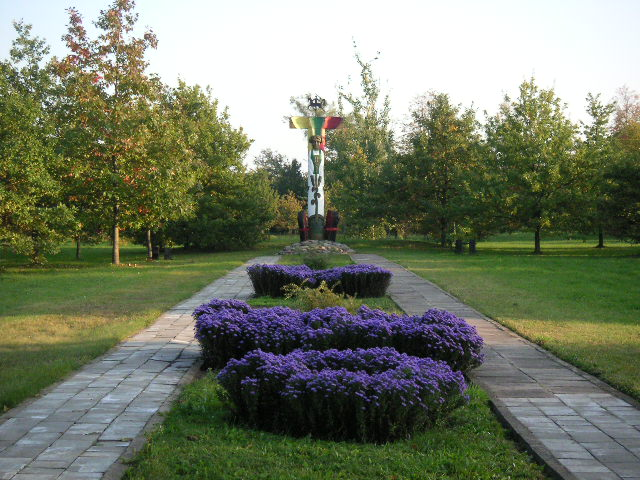
Dřevěný památník mučedníkům Sibiře

Saugos je městys v západní části Litvy, v jihozápadním Žemaitsku, v Klaipėdském kraji, okres Šilutė. Městečko leží mezi křižovatkou silnice č. 141 Klaipėda – Šilutė se silnicí č. 193 Saugos – Švėkšna a železniční tratí Klaipėda – Šilutė – Tilžė (železniční zastávka pod jménem sousední vsi Kukorai). V městysu je základní škola Jurgise Mikše, dětský domov (od roku 1947), pošta (PSČ:LT-99060), evangelický luterský kostel (od roku 1905, architektonická památka), katolický kostel Svatého Kazimíra (vybaven roku 1947, ve známém litevském televizním filmu Vilius Karalius se hlavní hrdina oženil právě v tomto kostele), je zde dřevěný památník mučedníkům Sibiře, mlýn s pilou. Působí tu několik uměleckých kolektivů, například ženský chór „Vakarė“, taneční soubor seniorů, dětský soubor.

## Historie
Název Saugen byl poprvé zmíněn roku 1540. Silnice přes Saugos byla postavena roku 1853 a první železnice Klaipėda – Tilžė roku 1875. V roce 1968 byly spojeny do jednoho správního celku původně samostatné vsi Saugos I a Saugos II. V roce 2008 byl potvrzen městský znak.

## Jazykové souvislosti
Název Saugos je v litevštině v pomnožném čísle, rod ženský. Někdy se vyskytuje chybný název Saugai, který by byl v pomnožném čísle, rod mužský. Obecně slovo sauga znamená bezpečnost, ochrana. Zda se jménem sídla souvisí, není známo.

## Galerie

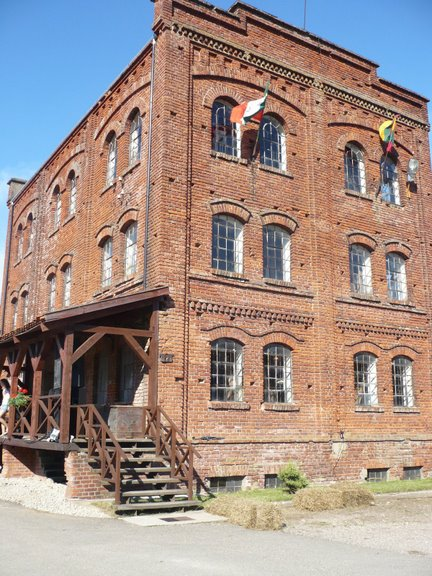
Saugoský mlýn s pilou
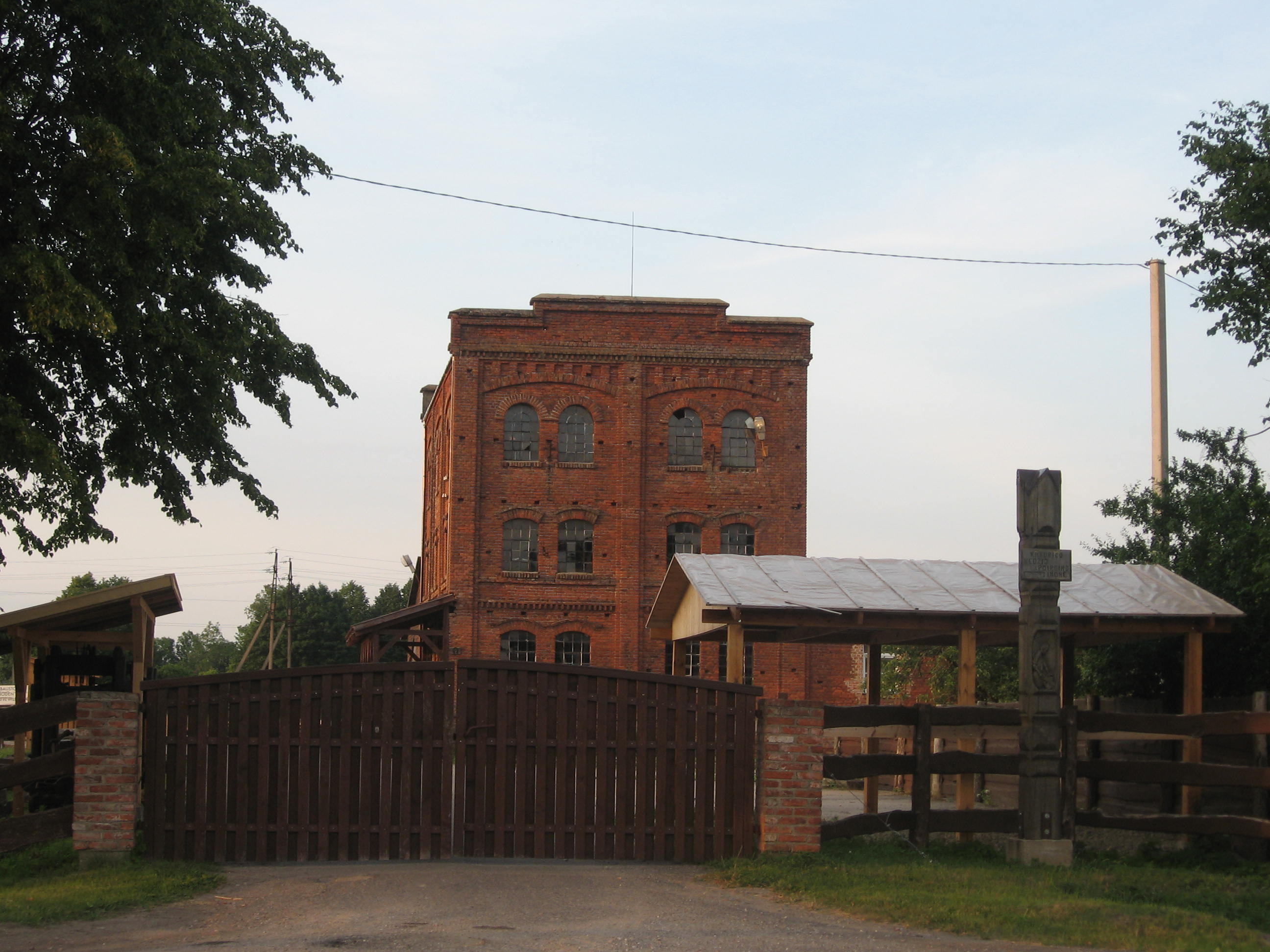
Vrata Saugoského mlýna s pilou
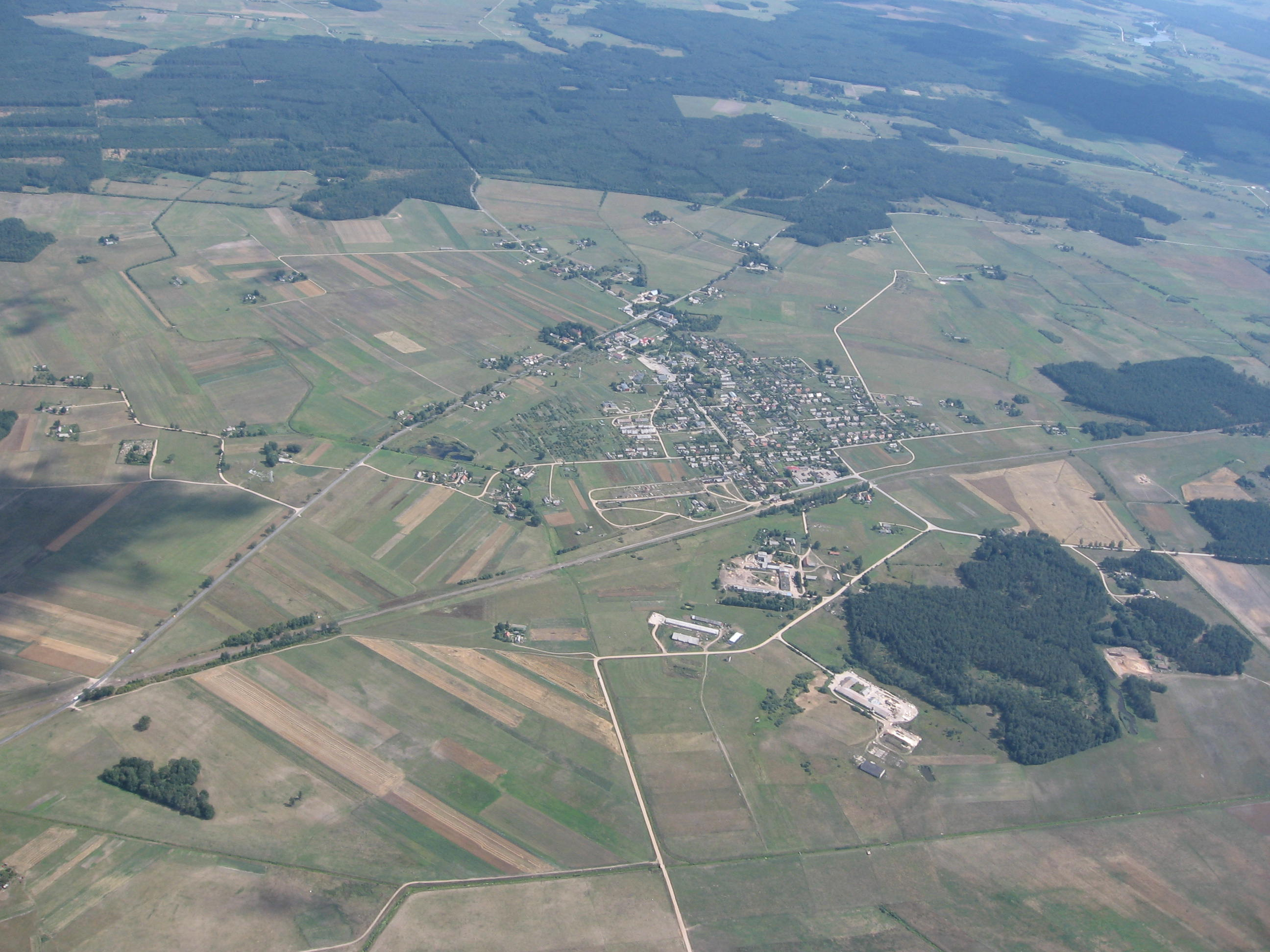
Letecký snímek Saugů
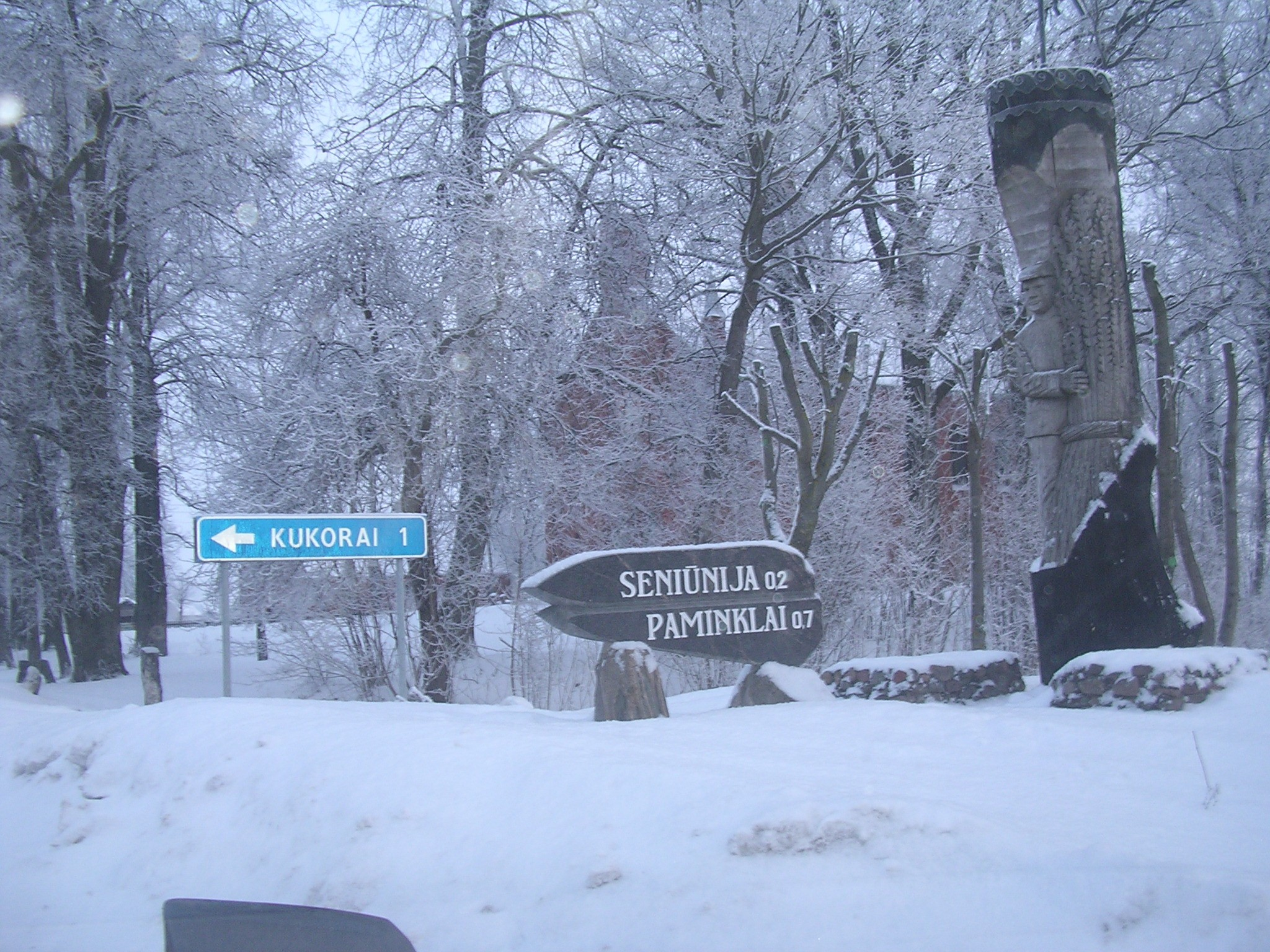
Saugos v zimě
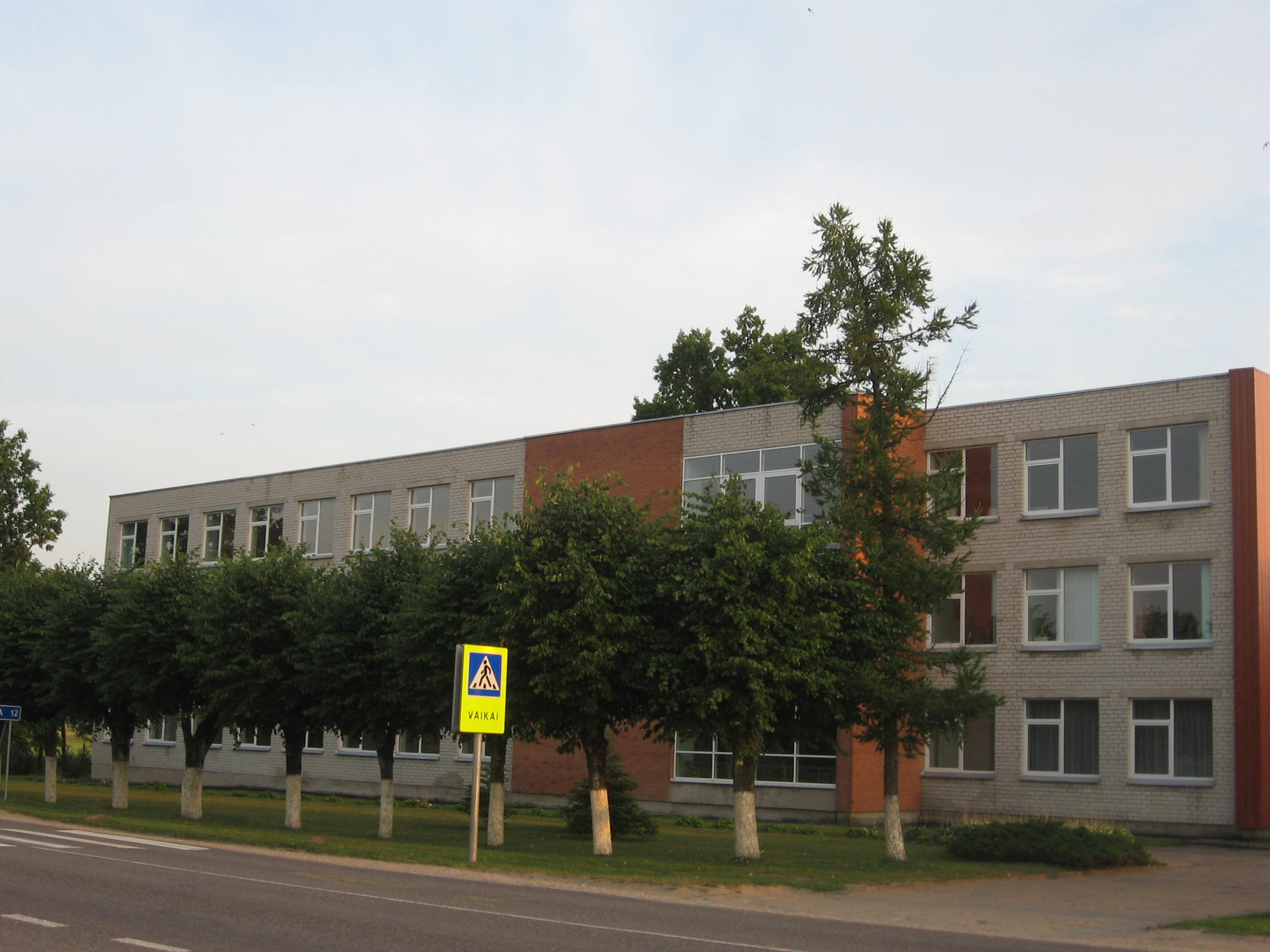
Saugoská základní škola Jurgise Mikše